# Svenner Islands
Svenner Islands är en grupp öar i Antarktis. Den ligger i havet utanför Östantarktis. Australien gör anspråk på området.